# Maagdenpalmfamilie
De maagdenpalmfamilie (Apocynaceae) is een familie van tweezaadlobbige planten.

## Kenmerken
Het zijn vaak grote bomen uit het tropisch regenwoud, maar ook struiken en lianen. In gematigde streken komt een aantal kruidachtige planten en halfstruiken voor. Deze planten bevatten melksap en veel soorten zijn bij inname giftig.

## Verspreiding en habitat
Het verspreidingsgebied omvat grotendeels tropische tot warmere gematigde streken.
De natalpruim (Carissa macrocarpa) is inheems in Natal in Zuid-Afrika. Uit droge streken in Oost-Afrika stamt de woestijnroos (Adenium obesum). Uit het noordoosten van Zuid-Amerika komt Wilkens bitter (Allamanda cathartica), die veel als sierplant wordt gekweekt. Ook de Peruaanse rinkelboom (Thevetia peruviana) komt uit Zuid-Amerika.
In België en Nederland komt het geslacht maagdenpalm (Vinca) voor met de kleine maagdenpalm (Vinca minor) en de grote maagdenpalm (Vinca major). Het geslacht engbloem (Vincetoxicum) kent twee soorten in de Benelux: de witte engbloem en de zwarte engbloem. Daarnaast komt de zijdeplant (Asclepias syriaca) in het wild in Nederland voor.
Op Sint Eustatius is Gonolobus aloiensis endemisch.

## Taxonomie
In de loop van de tijd zijn er verschillende opvattingen geweest over de omgrenzing van de familie, dus over wat er wel en niet tot deze familie hoort. In de opvatting van het APG-systeem (1998) en het APG II-systeem (2003) vallen hieronder ook de planten die voorheen ingedeeld werden in de zijdeplantfamilie (Asclepiadaceae).
De familie telt ruim 4500 soorten in meer dan 400 geslachten, waarvan de soortenrijkste zijn:
Alyxia, Asclepias, Brachystelma, Caralluma, Cerbera, Ceropegia, Cynanchum, Dischidia, Ditassa, Forsteronia, Gonolobus, Hoya, Huernia, Landolphia, Mandevilla, Marsdenia, Matelea, Melodinus, Oxypetalum, Parsonsia, Prestonia, Rauvolfia, Secamone, Stapelia, Tylophora

## Gebruik
Apocynum-soorten werden door Indianen gebruikt voor de vervaardiging van vezels. Meerdere geslachten leverden rubber, weliswaar van mindere kwaliteit dan dat van de Braziliaanse rubberboom. De San in Namibië maakten van het melksap van Pachypodium gif voor hun pijlen. Ook andere vertegenwoordigers van de familie leveren stoffen met een toxisch of farmacologisch effect, zoals alkaloïden en glycosiden.
Veel soorten zijn in gebruik als sierplant, zoals de grote wasbloem (Hoya carnosa).